# Bördsrättsförsäljning
Bördsrättsförsäljning var en i Sverige förekommande villkorlig skatteförsäljning av kronojord till bönder. 
Bördsrättsförsäljningen innebar att bonden fick skatterätt till hemmanet, men under villkor, dels att det skulle stå kronan öppet att återköpa detsamma och dels att bonden inte skulle få sälja, pantsätta eller bortbyta det till adelsman eller annan medlem av privilegierat stånd, i vilkens ägo hemmanet kunde bli skattefritt. Denna så kallade bördsrättshandel, som var i gång redan 1574, föranledde under Karl IX reduktion av en mängd så kallade bördsrättshemman.